# Paz de Praga
A Paz de Praga refere-se a dois tratados históricos distintos, ambos assinados na cidade de Praga (atual República Tcheca), mas em contextos e períodos diferentes. Vamos explorar cada um deles em detalhes:

## 1. Paz de Praga de 1635 (Guerra dos Trinta Anos)
Contexto:
A Guerra dos Trinta Anos (1618–1648) começou como um conflito religioso entre católicos e protestantes no Sacro Império Romano-Germânico, mas evoluiu para uma disputa política envolvendo potências europeias como França, Suécia e Espanha. A Paz de Praga, assinada em 30 de maio de 1635, marcou o fim da fase inicialmente religiosa do conflito, tentando unificar os estados alemães contra interferências externas 4610.

### Principais Termos do Tratado:
- Suspensão do Édito de Restituição: O decreto que obrigava a devolução de terras confiscadas pela Igreja Católica aos protestantes foi suspenso por 40 anos, aliviando tensões religiosas 1012.
- Unificação contra potências estrangeiras: O imperador Fernando II buscou consolidar o apoio interno para expulsar suecos e franceses do território germânico 610.
- Anistia parcial: A maioria dos estados rebeldes foi perdoada, exceto líderes como o Landgrave de Hesse-Cassel e os herdeiros de Frederico V do Palatinado.
- Proibição de alianças externas: Estados alemães foram proibidos de se aliarem a potências estrangeiras, como Suécia ou França

### Consequências:
Fracasso imediato: A paz não durou, pois França e Suécia continuaram a guerra, transformando-a em um conflito geopolítico mais amplo 48.
Preparação para a Paz de Vestfália: O tratado serviu de base para as negociações finais de 1648, que reconheceram a autonomia religiosa e política dos estados germânicos 610.
Fragmentação alemã: O Sacro Império permaneceu dividido em cerca de 300 principados, sem unidade nacional 612.

## 2. Paz de Praga de 1866 (Guerra Austro-Prussiana)
Contexto:
A Guerra Austro-Prussiana (ou Guerra das Sete Semanas) foi um conflito pela hegemonia entre o Reino da Prússia e o Império Austríaco no processo de unificação alemã. A paz foi assinada em 23 de agosto de 1866, após a vitória prussiana na Batalha de Königgrätz 15.

### Principais Termos do Tratado:
- Exclusão da Áustria dos assuntos alemães: Os Habsburgos foram removidos da Confederação Germânica, consolidando a liderança prussiana (conceito da Kleindeutschland – "Pequena Alemanha") 13.
- Cessão de Venécia: A Áustria entregou a região à França (Napoleão III), que a transferiu para a Itália, cumprindo acordos prévios da Terceira Guerra de Independência Italiana 15.
- Formação da Confederação da Alemanha do Norte: Estados germânicos do norte uniram-se sob comando prussiano, enquanto os do sul pagaram indenizações 35.
- Estratégia de Bismarck: O chanceler prussiano Otto von Bismarck evitou humilhar a Áustria, prevendo futuras alianças (como a posterior Tríplice Aliança) 15.

### Consequências:
- Ascensão da Prússia: Consolidou-se como potência dominante na Alemanha, pavimentando o caminho para a unificação em 1871 5.
- Impacto na Itália: A anexação de Venécia foi crucial para completar a unificação italiana 1.
- Tensões futuras: A exclusão austríaca contribuiu para rivalidades que culminariam na Primeira Guerra Mundial.

| Aspecto            | Paz de 1635                                 | Paz de 1866                                |
| ------------------ | ------------------------------------------- | ------------------------------------------ |
| Contexto bélico    | Guerra dos Trinta Anos (religioso-político) | Guerra Austro-Prussiana (unificação alemã) |
| Objetivo principal | Unificar estados alemães contra invasores   | Consolidar hegemonia prussiana             |
| Resultado imediato | Fracasso (guerra continuou)                 | Sucesso (reorganização política)           |
| Impacto histórico  | Preparou a Paz de Vestfália (1648)          | Facilitou a unificação alemã (1871)        |

## Conclusão
Ambas as Pazes de Praga foram marcos em processos de reconfiguração geopolítica. A de 1635 refletiu a complexidade das guerras religiosas e a dificuldade de estabilizar o Sacro Império, enquanto a de 1866 foi um passo decisivo na ascensão da Prússia e na formação da Alemanha moderna. Seus legados mostram como tratados podem ser tanto tentativas fracassadas de paz quanto alicerces para novas ordens políticas.

## Fonte

### Para a Paz de Praga de 1635 (Guerra dos Trinta Anos):
"The Thirty Years War: Europe's Tragedy" (Peter H. Wilson)
Análise detalhada do tratado e seu papel no conflito.
"A História da Guerra dos Trinta Anos" (C. V. Wedgwood)
Contextualiza a paz no cenário religioso e político da época.
Documentos originais do Sacro Império Romano-Germânico
Disponíveis em arquivos históricos como o Haus-, Hof- und Staatsarchiv (Viena).

### Para a Paz de Praga de 1866 (Guerra Austro-Prussiana):
"Bismarck: A Life" (Jonathan Steinberg)
Explora a estratégia de Otto von Bismarck na negociação do tratado.
[Struggle for Mastery in Europe 1848–1918|"The Struggle for Mastery in Europe 1848–1918" (A. J. P. Taylor)]
Analisa o impacto da Paz de Praga na unificação alemã.
"A Unificação Alemã" (Marco Antonio Vila)
Aborda o tratado no contexto das guerras de unificação.
Tratado original (1866)
Disponível em coleções digitais como a Biblioteca Nacional da Áustria ou o Arquivo Federal Alemão (Bundesarchiv).
te amo Leticia .C 